# 菫画報
『菫画報』（すみれがほう）は、小原慎司による漫画作品。講談社「月刊アフタヌーン」にて1996年に読み切りシリーズ5本が発表された後、一部設定を変えて1996年10月号から1999年5月号まで連載された。作者初の定期連載作品。全32話、単行本全4巻。また、近年には作者による同人誌「菫異邦」「菫処方」などが同人イベントで発行され、kindleでも配信されている。

## 概要
新聞部に所属する女子高生・スミレの日常と非日常を描くコメディ。1話完結形式で、基本的には佐倉高校をはじめとする現代日本を舞台としたエピソードだが、何本かシャーロック・ホームズの時代を描いたエピソードがあり、その場合スミレは探偵、琴子は助手、上小路や部長は依頼人などとして登場する。また連載前に発表された全5話の読み切りシリーズは「演劇部編」と呼ばれ、登場人物の設定はほとんど同じだが、スミレたちは新聞部ではなく演劇部に所属している。石黒正数は影響を受けた作品として菫画報を挙げ、「ＳＦと日常の融合を『菫画報』に見ました」と語っている。

## 登場人物

### 新聞部員
星之 スミレ（ほしの すみれ）
主人公。高校2年生（17歳）。周囲を引っ掻き回す新聞部のトラブルメーカー。175センチ近い長身（正確には173センチ）で、大雑把な性格、平気でタバコを吸うなど一見すると不良少女だが、読書好きだったりぬいぐるみと一緒に寝たりと乙女な一面も。漫画やアニメ、推理ものやSFなどを好むマニアックな面もある。図書室の常連で、借りる本の傾向は童話と純文学が多め。オススメの3冊は「ドリトル先生」「名探偵カッレくん」「人間失格」。その身長と突飛な行動のため学内でも有名人であり、男子生徒のファンも多い。気の強い妹（ユリ）がいる。
早瀬 琴子（はやせ ことこ）
スミレの同級生でしっかりものの三つ編みおさげ少女。高校2年生（17歳）。新聞部では副部長としてスミレとともに活動し、強引なスミレに振り回されたり、逆にたしなめたりする。成績は良く、中間テストで1位を取るほどの秀才で、生徒会長の夢子からも買われている。実家は200年続く老舗和菓子屋で、弟が3人いる。1年の時はスミレと同じクラスで、一緒に停学をした仲。
上小路 鉱二（うえのこうじ こうじ）
スミレに惚れている新聞部の1年生（16歳）。奥手な性格・平凡な外見に似ず並外れた運動神経を持ち様々な部活から熱烈な勧誘を受けたが、『いちばん面白そう』との理由で新聞部に入る。スミレにいいように扱われている現状を周囲から嘆かれている。成績は英語も含めて赤点ギリギリだがなぜかアメリカ国籍も持つ。実は実家が金持ちで広大な屋敷に住んでいる。名前の通り次男で兄がいる他、姉と妹もいる模様。コンピューターアレルギーで見ると腹痛を起こす。
部長（ぶちょう）
新聞部長の3年生（18歳）。本名は高倉健太。サングラスのような眼鏡をかけており、巨大な体躯でいかめしい風貌の男だが実は気弱。演劇部編では脚本を担当。

### 佐倉高校の生徒
逆本 真子（さかもと まさこ）
文芸部の部長で3年生。佐倉通信に小説を寄稿していて人気がある。伊藤先生のファン。
鉱原 金次（こうはら きんじ）
漫画研究会の部長で2年生。メガネにベレー帽をかぶっている。エロ同人で儲けている、文科系の花形（スミレ談）。アヤナミ派。
小坂 夢子（こさか ゆめこ）
佐倉高校の生徒会長。無表情で予算の管理に厳しいリアリスト。演劇部編で同じ「夢子」の生徒会長が登場するが、こちらの名字は「大田中」で見た目も性格も異なる。
青山 ルミ子（あおやま るみこ）
ソフトボール部の主将で、スミレよりも大柄な女性。髪型は角刈りで、スミレがうらやむ巨乳。文化祭前は生徒会長のボディーガードもしている。演劇部編では佐倉高校に代々伝わる女子のみの秘密結社「百合十字社」の23代目マエストロとして、100人以上の構成員を束ねている。
安字（あじ）
写真部の3年生の女性。写真雑誌に何回も採用されているセミプロ。
兄間 佳明（あにま よしあき）
アニメ研究会で、そばかす顔のスミレの同級生。元は漫研の部員だったが、方向性の違いから退部した。アスカ派。
緑田（みどりだ）
スミレの同級生。あだ名は「ミド」。「だりー」が口癖だが、成績優秀で中間テストは学年2位。スミレに惚れている。
女生徒（じょせいと）
本名不明。スミレの同級生で、ぷっくりした唇とピアスが特徴。スミレの理解者のひとりで琴子のファン。家庭の事情から三者面談にはアパートの大家がきた。

### 佐倉高校の教師
先生（せんせい）
本名不明。新聞部の顧問兼、スミレのクラスの担任で、生活指導も担当。大柄で太った体型。役職上スミレと関わる事が多く、苦労が絶えない。
美也（みや）
図書室の司書をしている女性教師（27歳・独身）。メガネに黒髪のロングヘアで、スミレからは「ミヤちゃん」と呼ばれている。正義の非合法組織のセクトリーダーとして、夜間にパトロール活動を行っている（所属は36セクト）。空想好きの兄がいる。
伊藤
裸踊り教師。

### その他
星之 ユリ（ほしの ゆり）
スミレの妹の小学生。気が強く男勝りな部分は姉ゆずりだが、スミレよりもしっかり者。タクヤという男友達がいる。
上小路 鉱一（うえのこうじ こういち）
上小路の兄。スミレ曰く「目に力が入ってんな」。スポーツカーに乗っている。
リル（りる）
パチンコが武器の少女探偵。そばかすにショートヘアで、服装はピンクのワンピース。スミレの一番古い親友。

## 単行本
毎巻に描き下ろしの「菫画報号外」と連載４コマ「あさってちゃん」が付く他、カバー下にもイラストが掲載されている。現在は電子書籍ストアでも配信中。
- 第1巻 1997年7月23日発行 ISBN 4-06-321071-5
  - 演劇部編の第1話、第2話を収録。
- 第2巻 1998年1月23日発行 ISBN 4-06-321080-4
  - 演劇部編の第3話、第4話を収録。
- 第3巻 1998年7月23日発行 ISBN 4-06-321089-8
  - 演劇部編の第5話を収録。
- 第4巻 1999年6月23日発行 ISBN 4-06-321102-9

## 同人誌
作者のサークル「施療院島」にて同人イベントで発行されている。現在はkindleでも配信中（発行日はkindleのもの）。
- 菫異邦　2017年10月26日発行
- 菫処方　2017年10月29日発行
- 菫画法　2018年5月22日発行
- 菫古書　2018年10月15日発行